# 미사중앙초등학교
미사중앙초등학교(渼沙中央初等學校)는 대한민국 경기도 하남시에 있는 공립 공립 초등학교이다.

## 학교 연혁
- 2014.12.31 학교설립 인가(경기도립학교설치 조례 등재일)
- 2015.02.27 임시사용 승인
- 2015.03.01 미사중앙초등학교 개교(일반 14학급, 특수 1학급)
- 2015.03.01 미사중앙초등학교 병설유치원 개원(3학급)
- 2015.03.01 초대 임병일 교장 부임
- 2016.02.15 제1회 졸업생(58명)
- 2016.03.01 20학급 편성(일반 20학급, 특수 1학급)